# Pressdichte
Die Pressdichte ist die Dichte eines Körpers nach einem Pressvorgang, der Körper ist immer noch porös. Sie ist in der Pulvermetallurgie ein Maß für die Verpressbarkeit von Pulvern. Ein Diagramm Pressdichte gegen Pressdruck ist meist besonders aufschlussreich. Der Begriff wird ebenfalls in der Landwirtschaft beim Heupressen benutzt.

## Quelle
- Erläuterung bei landwirt.com. Abgerufen am 24. April 2013